# Nördliche Flachkopfbeutelmaus
Die Nördliche Flachkopfbeutelmaus (Planigale ingrami), auch Langschwanz-Flachkopf-Beutelmaus genannt, ist ein sehr kleiner Vertreter aus der Familie der Raubbeutler. Sie kommt im Landesinneren des nördlichen Australien vor.

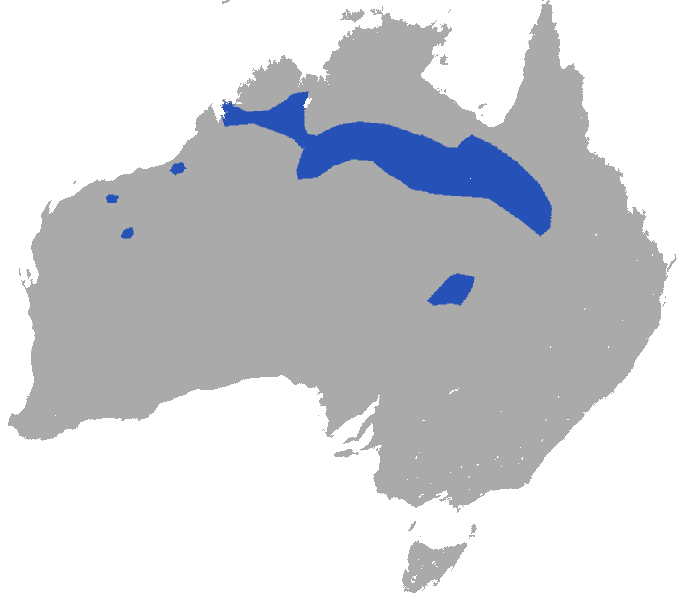
Verbreitungskarte der Nördlichen Flachkopf-Beutelmaus

## Merkmale
Die Nördliche Flachkopfbeutelmaus hat eine Kopf-Rumpf-Länge von 5 bis 7,1 cm, einen 5,1 bis 6,8 cm langen Schwanz und wiegt 2,6 bis 6,6 g. Sie ist damit das kleinste Beuteltier und eines der kleinsten Säugetiere. Der Kopf ist stark abgeflacht und keilförmig. Der Schwanz ist dünn und meist etwas länger als Kopf und Rumpf zusammen. Rumpf und Hinterbeine der Tiere sind äußerst flexibel und ermöglichen ihnen durch engste Spalten zu schlüpfen. Die Nördliche Flachkopf-Beutelmaus ist der Südlichen Flachkopfbeutelmaus (Planigale tenuirostris) zum Verwechseln ähnlich, ist aber deutlich leichter als diese (Durchschnittsgewicht 4,6 g vs. 5,5 g). Ihr Kopf ist mehr abgeflacht, die Schnauze ist breiter und Schneidezähne und Prämolaren sind kleiner als bei ihrer Verwandten. Die Tiere haben je drei Prämolaren auf jeder Seite von Ober- und Unterkiefer.

## Lebensraum
Die Nördliche Flachkopfbeutelmaus lebt in schmalen Spalten in den trockenen Lehmböden der nordaustralischen Ebenen. Diese dienen hin und wieder als Überflutungsflächen für die nordaustralischen Flüsse und sind mit Tussockgras, Fuchsschwanzgewächsen, verschiedenen Kräutern, dem Knöterichgewächs Muehlenbeckia florulenta und dem Gänsefußgewächs Chenopodium auricomum (Queensland bluebush) spärlich bewachsen. In regelmäßig überfluteten Bereichen wächst auch Eucalyptus coolabah. In ihrem Lebensraum ist die Nördliche Flachkopfbeutelmaus der am häufigsten vorkommende Kleinsäuger.

## Lebensweise
Die Nördliche Flachkopfbeutelmaus ist nachtaktiv, nach besonders kalten Nächten wird die Aktivitätszeit jedoch in die frühen Morgenstunden verlegt. An sehr kalten Tagen können sie in einen Torpor fallen und den Stoffwechsel- und Energieumsatz stark absenken. Die Tiere ernähren sich von Spinnen, Grashüpfern, anderen Insekten, deren Larven, kleinen Echsen und jungen Kleinsäugern. Bevorzugte Beute scheinen große Hundertfüßer zu sein, die auch überwältigt werden, wenn sie die mehrfache Länge der Nördlichen Flachkopfbeutelmaus haben.

## Fortpflanzung
Weibchen der Nördlichen Flachkopfbeutelmaus haben einen nach hinten offenen Beutel mit 8 bis 12 Zitzen und gebären pro Wurf 4 bis 8 Jungtiere. Sie bekommen das ganze Jahr über Jungtiere, die meisten Weibchen mit Jungtieren im Beutel wurden von September bis Dezember beobachtet. Die Jungtiere verlassen den Beutel, wenn sie etwa 6 Wochen alt sind, und verbringen den Rest der Zeit bis zur Selbständigkeit in einem aus Gräsern gebauten Nest im Falllaub oder in Tussockgrasbüscheln.

## Gefährdung
Die IUCN stuft die Nördliche Flachkopfbeutelmaus aufgrund ihres großen Verbreitungsgebietes und ihrer Häufigkeit als ungefährdet (Least Concern) ein. Der Bestand fluktuiert abhängig von der Häufigkeit der Regenfälle.